# Al-Ankabut
Al-Ankabut "A Aranha" (em árabe: سورة العنكبوت) é a vigésima nona sura do Alcorão com 69 ayat. A sura afirma que Noé, Abraão, Ló e Maomé eram todos profetas de Alá.